# Campeonato Nacional de Futebol dos Povos Originários
O Campeonato Nacional de Futebol dos Povos Originários (ANPO Cup) é um torneio de futebol para povos indígenas da América do Sul, realizado no Chile. É organizado pela Associação Nacional dos Povos Originários e pela Corporação Nacional para o Desenvolvimento Indígena (Conadi).
O torneio inaugural foi disputado em 2012 e contou com a participação de seis equipes. Rapa Nui se consagrou campeã, após vencer nos pênaltis a Seleção Mapuche, depois de um empate de 2-2.
A segunda edição foi disputada em 2013 e contou com a participação de 8 equipes. Huilliche foi campeã após vencer a Seleção Mapuche na final por 3-0.
A terceira edição foi disputada em 2015 e contou com a participação de 8 equipes. A Seleção Mapuche se consagrou campeã após ficar em segundo lugar duas vezes seguidas. A Seleção Mapuche ganhou a Seleção Aimará por 1-0, o gol foi marcado por  Richard Ñancuvilu aos 5 minutos do primeiro tempo.

## Campeões
| Ano           | Sede  | Campeão   | Final Resultado  | Vice    | Terceiro lugar | Resultado | Quarto lugar |
| ------------- | ----- | --------- | ---------------- | ------- | -------------- | --------- | ------------ |
| 2012 Detalhes | Chile | Rapa Nui  | 2:2 4:2 Pênaltis | Mapuche | Pehuenche      | 1:0       | Lican Antay  |
| 2013 Detalhes | Chile | Huilliche | 3:0              | Mapuche | Rapa Nui       | 3:0       | Quechuas     |
| 2015 Detalhes | Chile | Mapuche   | 1:0              | Aimará  | Rapa Nui       | 4:1       | Kawésqar     |

## Classificação geral
Atualizado após a edição de 2015
| Equipo | Equipo      | Part. | Pts | PJ | PG | PE | PP | GF | GC | Dif |
| ------ | ----------- | ----- | --- | -- | -- | -- | -- | -- | -- | --- |
| 1      | Mapuche     | 3     | 33  | 14 | 10 | 3  | 1  | 60 | 13 | +47 |
| 2      | Rapa Nui    | 3     | 31  | 14 | 10 | 1  | 3  | 49 | 18 | +31 |
| 3      | Huilliche   | 2     | 19  | 9  | 6  | 1  | 2  | 34 | 10 | +24 |
| 4      | Aimará      | 3     | 17  | 10 | 5  | 2  | 3  | 27 | 14 | +13 |
| 5      | Kawésqar    | 2     | 10  | 8  | 3  | 1  | 4  | 17 | 29 | -12 |
| 6      | Quechuas    | 2     | 9   | 9  | 2  | 3  | 4  | 24 | 28 | -4  |
| 7      | Lican Antay | 3     | 6   | 12 | 2  | 0  | 10 | 8  | 45 | -37 |
| 8      | Pehuenche   | 1     | 3   | 4  | 1  | 0  | 3  | 5  | 11 | -6  |
| 9      | Kolla       | 2     | 1   | 8  | 0  | 1  | 7  | 5  | 48 | -43 |
| 10     | Wariache    | 1     | 0   | 2  | 0  | 0  | 2  | 1  | 14 | -13 |